# Albert Schultens

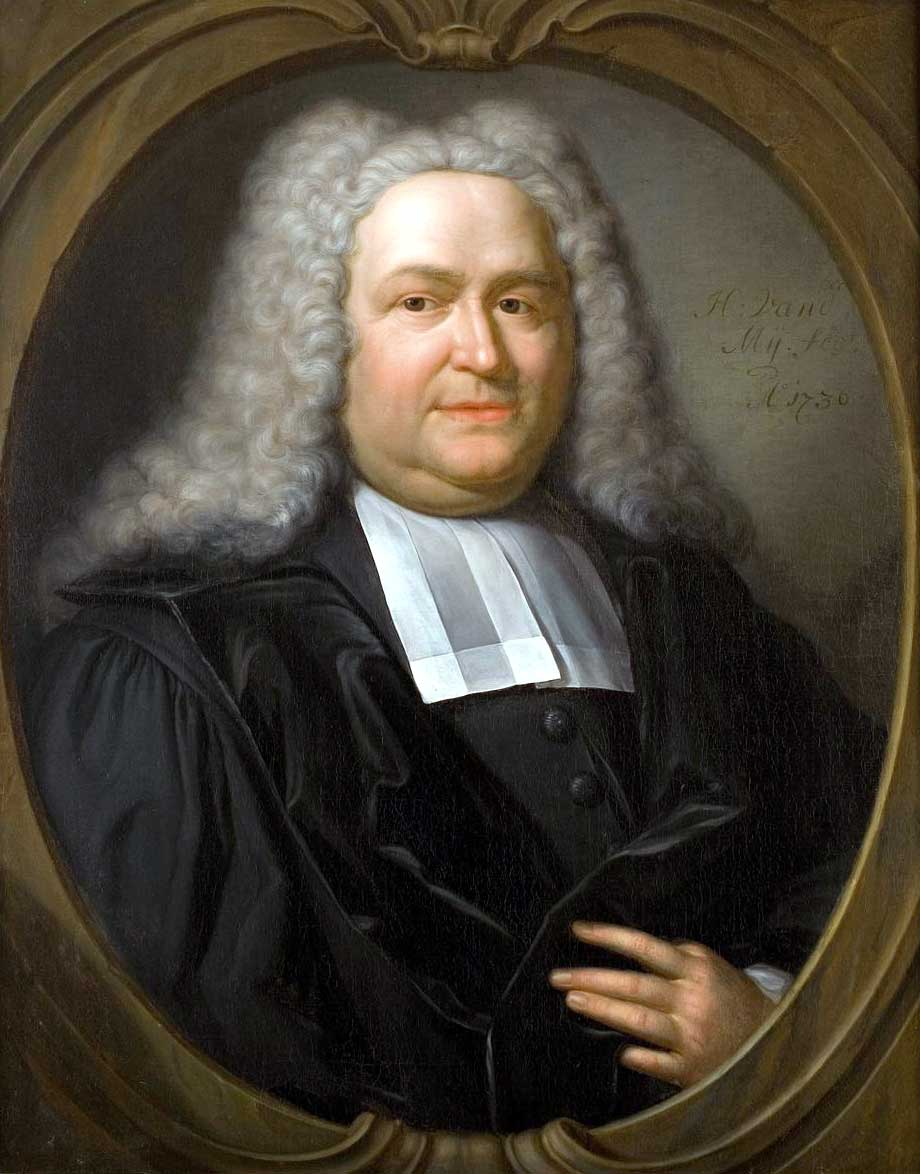
Albert Schultens

Albert Schultens (* 22. August 1686 in Groningen; † 26. Januar 1750 in Leiden) war ein niederländischer reformierter Theologe und Orientalist.

## Leben
Der Sohn von Johann Schultens und Betta Bonthenius, hatte anfänglich die Lateinschule seiner Vaterstadt besucht. Am 6. September 1700 bezog er die Universität Groningen, wo er bei Paulus Hulsius (1653–1712) und Johannes Braun (1628–1708) Studien der orientalischen Sprachen und Theologie absolvierte. Am 20. Januar 1706 hatte er unter Braun die Abhandlung de utilitate linguae Arabicae in interpretantia Sacra Scriptura verteidigt. Am 10. September 1706 setzte er seine orientalischen Studien an der Universität Leiden fort, wo er in Salomon van Til einen Lehrer fand, welcher ihn mit den dortigen arabischen Handschriften vertraut machte. Zudem besuchte er die Vorlesungen von Johannes a Marck, Hermann Witsius, Franciscus Fabricius, Jacobus Perizonius und Jakob Gronovius. Weiteren Studien hatte er 1707 an der Universität Utrecht bei Adrianus Reland absolviert, wo er sich besonders mit der Archäologie, Geographie und orientalische Theologie beschäftigte.
Die Frucht seiner damaligen Studien kam 1708 in der Schrift Animadversiones in Jobum (Utrecht 1708) zum Vorschein. Am 4. Juli 1709 promovierte er in Groningen mit einer Abhandlung über Marcus 13, 32 zum Doktor der Theologie und gab seine Animadversiones criticae ad varia loca V.T. (Amsterdam 1709) heraus. Danach begab er sich wieder nach Leiden, wo er an der dortigen Universitätsbibliothek zwei Jahre lang vergleichende orientalische Sprachstudien betrieb. 1711 wurde er Pfarrer in dem Dorf Wassenaar, erhielt am 16. Juli 1713 eine Berufung als Professor der hebräischen Sprache an die Universität Franeker, wo er am 9. November mit der Rede de fontibus, ex quibus omnis L. Hebraeae notitia manavit, horumque vitiis et defectibus (Franeker 1714) die ihm übertragene Aufgabe antrat. Am 8. Januar 1717 wurde er dort auch akademischer Prediger und hatte auch Unterweisungen zur Homiletik abgehalten. In seiner Eigenschaft als Franeker Hochschullehrer beteiligte er sich auch an den organisatorischen Aufgaben der Hochschule und war 1719/20, sowie 1728/29 Rektor der Alma Mater. Das erste Rektorat legte er mit der Rede pro studio humanitatis (Franeker 1720) und das zweite Rektorat mit der Rede de linguae Arabicae antiquissima orgine, intima ac sororia cum lingua Hebraea cognatione, nullisque seculis praeflorata puritate (Franeker 1729) nieder.
Am 5. Oktober 1729 wurde er Regent des Staatenkollegs an der Universität Leiden, mit dem Titel eines Doktors der orientalischen Sprachen. Zudem berief man ihn dort am 5. Mai 1732 zum Professor der orientalischen Sprachen, welche Aufgabe er am 19. Juni 1732 mit der Rede de linguae Arabioue antiquissima origine, intima ae sororia cum linguae Hebr. cognatione nullisque secules praeflorata puritate übernahm. Am 12. Juli 1740 übertrug man ihm den Lehrstuhl der hebräischen Altertümer, wozu er am 26. September desselben Jahres die Rede de tabernaculo Mosis hielt. Auch in Leiden beteiligte er sich an den organisatorischen Aufgaben der Hochschule und war 1739/40 Rektor der Alma Mater, welches Amt er mit der Rede de regina Sabaeorum (Leiden 1740) niederlegte.
Schultens der sich unter den Orientalisten des 18. Jahrhunderts in den Niederlanden einen ausgezeichneten Ruf erworben hatte, gilt als Wegbereiter der Semitistik. Als Begründer der vergleichenden Hebraistik, versuchte er aus dem kärglichen Wortschatz der in der Bibel vorhandenen hebräischen Sprache, durch den Vergleich mit der nahe verwandten arabischen Sprache, weitere Wurzeln jener alten Sprache zu erschließen. Dieser Ansatz ist in späteren Forschungen verworfen worden, jedoch blieb Schultens das Verdienst des Pioniers der vergleichenden Sprachforschung.

## Familie
Schultens war vier Mal verheiratet. Seine erste Ehe schloss er am 10. August 1712 in Leiden mit Elisabeth Dozy (* 4. Juli 1684 in Leiden, † 3. Oktober 1717 in Franeker), die Tochter des Leidener Kaufmanns Peter Dozy und der Elisabeth Drolenvaux, aus welcher drei Töchter und ein Sohn hervorgingen. Seine zweite Ehe ging er am 5. April 1722 in Franeker mit Anna Landreben († 1726 in Franeker) ein. Seine dritte Ehe schloss er 1732 in Leiden mit Catharina Stantius (* Haarlem; † 22. Februar 1744 in Leiden begraben). Seine vierte Ehe ging er am 15. August 1745 in Oegstgeest mit Johanna Maria Parker (1. August 1771 in Leiden begraben), die Tochter von Thomas Parker und Maria Drolenvaux ein. Von seinen Kindern kennt man:
- Elisabeth Hesther Schultens (getauft 15. April 1714 in Franeker, † 19. Februar 1781 in Leiden)
- Johanna Schultens (getauft 9. Juni 1715 in Franeker, † 22. April 1793 in Groningen) verh. 6. Juni 1742 mit dem Ratsherrn in Groningen Wolther Reinhold de Sitter,
- Jan Jacob Schultens (* 19. September 1716 in Franeker † 27. November 1778 in Leiden) wurde Professor der orientalischen Sprachen in Leiden
- Allegonda (Adelgunde) Schultens (* 14. September 1717 in Franeker, † 25. Februar 1755 in Herborn) verheiratet am 18. Juli 1746 mit Valentin Arnoldi, Hochschullehrer in Herborn (1712–1793)
- Moritz Arnold Schultens (starb jung in Leiden)
- Hesther Catharina Schultens (getauft 27. Februar 1737 in Leiden, † 1776 in Groningen) war verheiratet am 25. März 1758 mit dem Bürgermeister von Groningen Barend van Iddekinge

## Werke
- Disputatio de utililale linguae Arabicae in interpreianda S. Scripiura. Groningen 1706
- Animadversiones philologicae in Jobum, in quibus plurima hactenus ab Interpretibus male accepta ope linguae Arabicae & affinium illustrantur. 1708 (Online)
- Animadversiones philologicae et criticae ad varia loca V.T.. Amsterdam 1709 (Online),
- Disputatio ad locum Marci XIII, 32. Groningen 1709
- Oratio inauguralis de fontibus, ex quibus omnis linguae hebraicae notitia manavit horumque vitiis et defectibus. Franeker 1713 (Online)
- Dissertationes IV ad origines Hebraeas. veramque antiquae Hebraeorum linguae naturam et indolem, defendentibus F. Halma. P. Wesseling. N. Staphorst et S. Boelens 1715–1718
- Oratio funebra in obitum Lamb Bos. Franeker 1718 (Online)
- Oratio pro studio humanitatis. Franeker 1720 (Online)
- Laudatio funebris in memoriam Camp. Vitringa. Franeker 1722 (Online)
- Origines Hebraeae. Franeker 1724, Leiden 1761 (Online)
- Disputatio de muliere sedent in Epha; Zach. V:5-11. 1725
- Disputatio III de verbis et sententiis (etc.) defendentibus J. Doitsma, P. Mees. Th. Scheltinga et Jo. Madi. 1728–1731
- Oratio (prior) de linguae Arabicae antiquissima origine (etc.). Franeker 1729
- Abu Mohammed El Kasim Basrensis, vulgo dicti Hariri; gedruckt als: Haririi tres priores concessus noiis illustrait. Franeker 1731
- De defectibus hodiernis linguae hebraeae, eorundemque Resarciendorum tutissima via ac Ratione. Originibus Hebraicis subserviens Opus. Franeker 1731 (Online)
- Oratio altera de linguae Arabicae antiquissima origine. Leiden 1732
- Vita et res gestas Saladini. Leiden 1732
- Florilegium sententiarum Arabicarum, opgenomen achterin J. Erpenius, Grammatica Arabica. Leiden 1733, 1770.
- Clavis mutationis elementorum (etc.). Leiden 1733
- Institutiones ad fundamenta linguae Hebraeae. Leiden 1737
- Liber Jobi. cum nova versione et comm.. perpetuo. Leiden 1737 (Online)
- Vetus et regia via Hebraizandi, asserta contra novam et metaphysicam hodiernam. Leiden 1738
- Oratio Funebris in Memoriam Herman Boerhaavii. Leiden 1738 (Online)
- Academische Redevoerning van Albert Schultens ter gedachtenisse van den grooten Herman Boerhaave. Leiden 1739
- Originum Hebraearum i. II (cum vindiciis tomi I. nec non Libri de defectibus hodiernis linguae Hebraeae, et brev. striciuris in considerationes ad novam versionem L. Jobi. adv. CI. Driessenium). Leiden 1737 (Online), 1762,
- Excursus primus ad caput primum viae veteris et regiae hebraïzandi. Leiden 1739 (Online)
- Excursus Secundus Ad Editionem Primam Et Secundam Dissertationis Historicae de Lingua Primaeva, etc. etc. Leiden 1739 (Online)
- Oratio de tabernaculo Mosis. Leiden 1740
- Oratio de regina Sabaeorum. Leiden 1740
- Concessus Haririi quartus et sextus e codice manuscripto latine conversi ac notis illustrati. accedunt Monumenta vetustiora Arabiae. Leiden 1740
- Proverbia Salomonis. Leiden 1748 (Online)
- Thomae Erpenii Grammatica Arabica cum Fabulis Locmanni, etc. Accedunt Excerpta anthologiae veterum Arabiae poetarum, quae inscribitur Hamasa Abi Temmam Ex Mss. Biblioth. Academ. Batavae et notis illustrate. Leiden 1748 (Online)
- Epistola ad F. O. Menckenium. Leiden 1749 (Online)
- Institutiones Aramaeae. Leiden 1749 (Online)
- Opera minora, Animadversiones ejus in Jobum, et ad varia loca V. T. Nec non Varias Dissertationes et Orationes, Complectentia, Antehae Seorsum in Lucem Emissa, nunc in unum corpus collecta et conjunctim edita, una cum indicibus Necessariis. Leiden und Leeuwarden 1769 (Online)